# Dayle Stanley
Dayle Stanley (Weymouth, Massachusetts, 12 de juny del 1939 - gener 2021) va ser una de les primeres cantautores estatunidenques de folk i música tradicional, que va ser molt popular a la costa est dels Estats Units.
Va començar a cantar en públic a Boston, en un club anomenat "The Green Frog" i durant es anys 1962 i 1963 va actuar a la veïna ciutat universitària de Cambridge, en el Club 47 (avui dia Club Passim), on durant aquella dècada van actuar, entre molts d'altres, Joan Baez, Bob Dylan i Mike Seeger.
Va publicar dos àlbums: A Child Of Hollow Times (1963) i After the Snow (1964). El 1963, va ser elegida la millor artista folk de Boston i les seves cançons se sentien sovint per la ràdio. Cap al 1965 o 1966 va deixar d'actuar en públic, però va seguir component i durant una dècada va gravar alguns discos a Boston i a Nova York.
Folk New England, una entitat sense ànim de lucre que té com a objectiu documentar, conservar, interpretar i fer conèixer el llegat de la música folk, especialment de Nova Anglaterra, ha digitalitzat els discos i cintes de Dayle Stanley, que ara es conserven en el Departament de Col·leccions Especials de la Universitat de Massachusetts a Amherst.